# Estatut de Westminster de 1931
L'Estatut de Westminster de 1931 és una Acta del Parlament del Regne Unit (de l'11 de desembre de 1931) que va establir un estatus d'igualtat legislativa entre els dominis autogovernats de l'Imperi Britànic i el Regne Unit. L'Estatut es va convertir en llei interna o domèstica dins de cada un dels altres Regnes de la Commonwealth després de les transferències de poders legislatius efectuades en la constitució particular de cada Regne, amb l'abast que no quedés caduca en aquest procés. L'Estatut és de vegades al·ludit, especialment en els antics dominis, com el Tractat de Westminster, encara que no té la forma d'un tractat.
L'Estatut té importància històrica perquè va marcar la independència d'aquests països, immediatament o sobre la seva ratificació. Els seus poders constitucionals residuals van ser reemplaçats per la legislació posterior. La seva importància actual és que fixa la base per la relació contínua entre Regnes de la Commonwealth i l'estructura de la corona.
Paral·lelament, en el context de la Gran Depressió al Regne Unit es va servir de la Commonwealth per mantenir la seva economia dins d'un circuit tancat, pal·liant-ne així els efectes, ja que, tot i adoptar una política econòmica  proteccionista tot i la seva tradició  lliurecanvista, el Regne Unit va poder comerciar amb aquests territoris en una situació clarament avantatjosa.